# Re Lear
Re Lear [ˈre ˈlir] (título original en italiano; en español, El rey Lear) es un libreto operístico en italiano en cuatro actos escrito por Antonio Somma para Giuseppe Verdi, basado en El rey Lear, "la obra de Shakespeare con la que Verdi luchó durante muchos años, pero sin éxito".

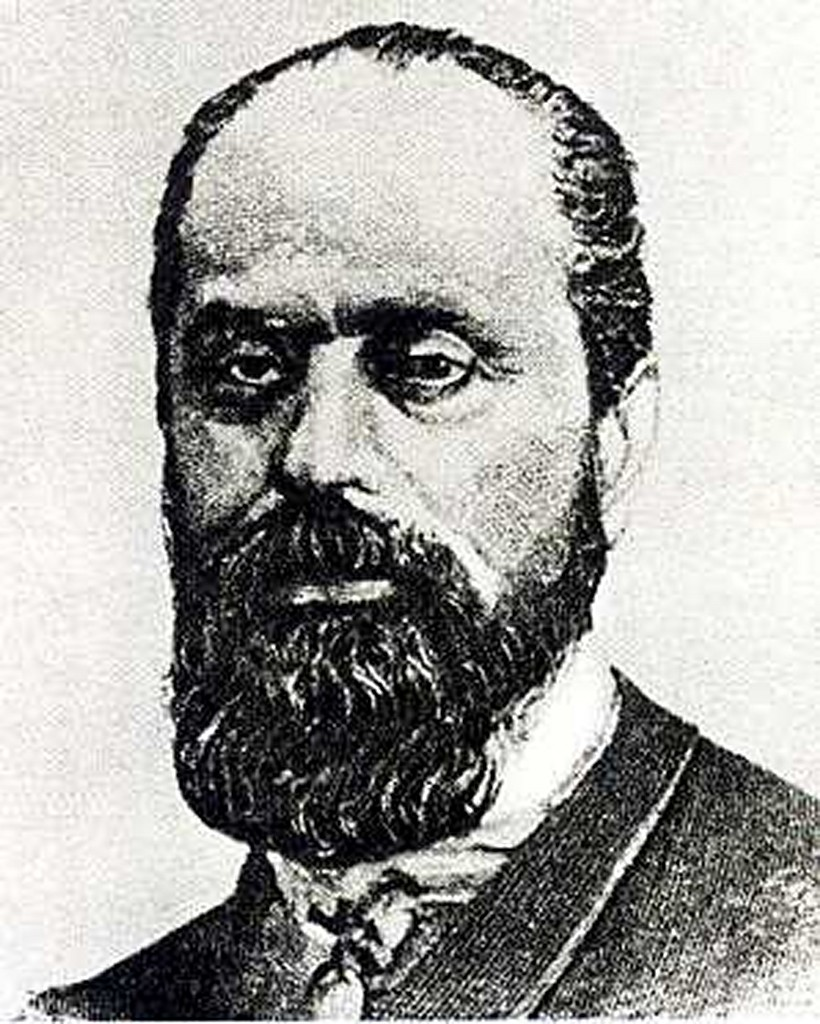
Antonio Somma

El proyecto Re Lear es ampliamente considerado paradigmático de la larga y compleja fascinación de Verdi por Shakespeare. Verdi encargó el libreto primero a Salvatore Cammarano, quien murió en 1852 antes de poder terminarlo, señalando en una carta de 1850: 
"A primera vista, Lear es tan amplio, tan intrincado, que parece imposible sacar una ópera de él. Sin embargo, después de examinarlo con cuidado, me parece que las dificultades, aunque son sin duda grandes, no resultan insuperables. Sabes que no necesitamos transformar Lear en un drama del tipo que ha sido acostumbrado hasta ahora. Tenemos que tratarlo en una moda totalmente nueva, amplia, sin ninguna consideración por las convenciones."
En su última carta a Cammarano, el 19 de junio de 1852, Verdi escribió "Alégrate, Cammarano, tenemos que hacer este Re Lear que será nuestra obra maestra" y sobrevive un detallado esbozo. 
Tras la muerte de Cammarano, Antonio Somma, que más tarde sería decisivo al escribir de forma anónima el libreto original de Gustavo III - que se convertiría en Un ballo in maschera - se dirigió a Verdi con otras ideas. Sin embargo, en su carta a Somma del 22 de abril de 1853, Verdi señaló algunas de las razones para no gustarle los temas que Somma había propuesto, señalando sus reservas sobre repetir áreas temáticas que él ya había tratado y observando que "preferieron a Shakespeare antes que el resto de dramaturgos, sin exceptuar los griegos". Pidió al libretista que echase una ojeada al Rey Lear y le pregunta lo que piensa.
En una carta posterior a Somma un mes después (tras de haber leído la obra de nuevo), Verdi detalla su concepto de cómo debe construirse la ópera. Específicamente, sólo vio a Lear, Cordelia, los hermanos Edgar y Edmund, y el Loco como los personajes principales, mientras que, como "Papeles secundarios: Goneril, Regan, Kent, etc. (y) los otros, (serían) papeles muy subordinados".
Como se documenta a través de la extensa correspondencia y con la supervisión detallada del conjunto por Verdi, se prepararon dos versiones del libreto terminado, que aún se conservan, una de 1853 y otra de 1855. Muchas de las cartas posteriores del compositor (aquellas del 29 de junio, 30 de agosto, 9 de septiembre de 1853), y muchas otras, hasta abril de 1856 y constantemente demuestran la detallada supervisión de Verdi.
La posterior correspondencia con Somma hasta 1859 se centra ante todo en los problemas que Verdi tenía con los censores por la ópera Un Ballo in Maschera. Pero el proyecto Re Lear siguió acosando a Verdi hasta el final de su vida. En 1896, ofreció su material Lear a Pietro Mascagni quien preguntó "Maestro, ¿por qué no musicaste esto?". Según Mascagni, "suave y lentamente él replicó 'la escena en la que el rey Lear se encuentra en el monte me aterraba'".